# Дон Сандквіст
Дональд Кеннет Сандквіст (англ. Donald Kenneth Sundquist; 15 березня 1936, Молін, Іллінойс — 27 серпня 2023) — американський політик, Республіканська партія США. Він був 47-м губернатором штату Теннессі з 1995 по 2003 рік.
Сандквіст служив у ВМС США з 1957 по 1963. Потім він зробив кар'єру як молодіжний активіст Республіканської партії. Він був членом Палати представників Конгресу США з 1983 по 1995 роки.